# مليح جودت أنضاي
مليح جودت أنضاي ( (بالتركية: Melih Cevdet Anday)‏ولد في 13 مارس عام 1915 في إسطنبول. وتوفي أيضاً في إسطنبول في 28 نوفمبر عام 2002) هو شاعر تركي وكاتب روائي ومسرحي بالإضافة إلى كتابة المقالات.
كان تيار الغريب الذي أعده مع أصدقائه أورخان ولي قانيق، أوكتاي رفعت في المرحلة الثانوية هو بداية التجديد في الشعر التركي. وقد بدأ تيار الشعر الفلسفي الخاص به بشعره الذي بعنوان الفروع التابعه لأوديسيوس، وانفصل عن تيار الغريب. وقد أعربت مجلة كورير التابعه لمنظمة اليونسكو عن رؤيتها له كشخصيةٍ أدبية في مستوى كل من ثيربانتس، دانتي، ليو تولستوي، أونامونو، سفريس وكواباتا.

## حياته
قضى مليح جودت أنضاي طفولته في الواحات البحريه في مدينة قاضي كوي بإسطنبول. وتلقى تعليمه الابتدائي في إسطنبول، أما المرحلة الثانوية فقد أمضاها في مدرسة غازي في أنقرة. وأثناء دراسته في المرحلة الثانويه تعرف على أورخان ولي وأوكتاي رفعت.
وبعد أن أتم المرحلة الثانوية واصل تعليمه لمده في كلية الحقوق، وبعدها التحق بكلية اللغات والتاريخ والجغرافيا في جامعة أنقره. ولكن بسبب عمله كموظفاً في السكك الحديديه للدوله فانه لم يستطع استكمال تعليمه. وقد أُرسل إلى بلجيكا من قبل المؤسسة التي يعمل بها من أجل تعلم علم الاجتماع.
نُشر شعره الذي بعنوان «يو كى دي أي» في مجلة الوجود عام 1936. وبعدها نُشرت أشعاره في عدة مجلات مثل الصوت، الورقة، التلال السبع، بابيروس، الافاق الجديده، المجلة الجديده، الملخص، أطاطش، العهد، الإتجاه. وأعد ديوانه الشعري بعنوان الغريب مع أورخان ولي وأوكتاي رفعت عام 1941.
عُين موظفاً في دائرة المطبوعات بوزارة التربية والتعليم بتوصيةٍ من حسن علي يوجل. وعقب التغيير الوزاري مع انتخاباتِ عام 1946، أولاً تم استدعائه إلى الخدمةِ العسكرية مره أخرى وبعدها عين في قونية. ولكن بعدها عُزل عن تلك الوظيفة، وبعد مده عاد أنضاي إلى إسطنبول تاركاً تلك الوظيفة.
كان يقوم باعداد صفحة الفن والأدب في جريدة المساء بين عامي 1953-1954. وبسبب أفكاره تم عزله عن وظيفته، وانتقل إلي دار دوغان كاردش للنشر وعمل مترجماً. ولنفس السبب فقد أُجبر أيضاً على ترك وظيفته تلك.
واعتباراً من عام 1958 كتب مقالاتٍ عديده بإسمه وبأسماءٍ مستعاره مختلفه في جريدة المترجم والجريده العظمى والطنين الجديد وإقدام، ونُشرت فيها رواياته المتسلسله. وفي عام 1960 وبمساعدة من نادر نادي بدأ في كتابة كتاباته في عمود بجريدةِ الجمهورية. واستمرت كتاباته في هذه الجريده حتى عام 1997. وفي عام 1964 تم حظر ديوانه الشعري الذي نُشر عام 1956 لكونه مخالفاً لأحكام المادة رقم 142.
هذا وقد نال أنضاي جوائزٍ عديده سواء على دواوينه الشعرية أم على أعماله التي إتجه إليها بعد ذلك في مجال المسرح والرواية. وأعطى أنضاي دروس فن الخطابة في قسم المسرح من المعهد الموسيقي لبلدية إسطنبول وأيضاً دروس في علم الأساطير في إحدى المدارس المسرحيه الخاصة. كما عمل عضواً في مجلس إدارة مؤسسة الإذاعة والتلفزيون التركية بين عامي 1964-1966، ومستشاراً تعليمياً في باريس بين عامي 1979-1980. وقد توفى مليح جودت أنضاي في مستشفى كوشويولو لجامعة مرمرة بسبب مرض فشل الجهاز التنفسي والفشل الكلوي في 28 نوفمبر عام 2002 عن عمر يناهز 87 عاماً ودفن في مقبرة الجزيرة الكبيره.

## أسماؤه المستعارة
لقد استخدم أنضاي في أشعاره بخلاف اسمه الحقيقي أسماء مستعاره أيضاً ومنها: يشار تاليده، نياظ بن نياظ، أ.مجدي ولد، يشار تاليدهلر، جاني جيرجين، زعتر، بن يشار تالى.

## أعماله

### أشعاره
- ديوان الغريب (عام 1941 مع أورخان ولي وأوكتاي رفعت).
- الشجرة التي هربت راحتها (أعمال أولماز، عام 1946).
- دار التلغراف (التلال السبع، عام 1952).
- جنباً إلى جنب (التلال السبع، عام 1956).
- الفروع التابعه لأوديسيوس (التلال السبع، عام 1962).
- على بحر الرحالة (جيم، عام 1970).
- موت القوارب (صندر، عام 1975).
- الكلمات (بنك العمل، عام 1978، أشعار مجمعه).
- جلجامش فيما بعد الخلود (الجزيرة، عام 1981).
- الدنيا التي عرفناها (الرجل، عام 1984).
- في الشمس (الرجل، عام 1989).
- تحت المطر (الرجل، عام 1959).

### أشعاره المترجمه
- أنابيل لي - ادغار الآن بو.
- أغنية الخيالة - فيديريكو غارسيا لوركا.
- أنا أيضاً - لانغستون هيوز.
- أغنية فتاةٍ زنجيه - لانغستون هيوز.
- خانة الشاي - عزرا باوند.
- الليل، نوم المدينة - ألكسندر بلوك.
- الحرية - برتولد بريخت.
- القانون - هيو أودن ايز.
- مات بان - عزرا باوند.
- فن الشعر - بول فيرلين.

### رواياته المترجمه
- قصرالثلج (عام 1973، طرجي وساس).
- الموتى الأحياء (عام 1982، نيقولاي غوغول).
- الآباء والأبناء (عام 1983، أيفان تورغينيف).

### رواياته
- قبل الزفاف (عام 1957 - باسم مراد تك).
- الشارع الممطر (عام 1959 - باسم مراد تك).
- مأزق الأرامل (عام 1962 - باسم مراد تك).
- ثلاثة رجال في ليله (باسم مراد تك).
- الأقدام (رمزي، عام 1965).
- الأمر السري (بيلجي، عام 1970).
- يوميات يسوع (الحرية، عام 1974).
- راضيه (الذهب، عام 1975).
- كمثل مريم (سيماوي، عام 1991).
- لا يمكننا أن نفهم بعضنا البعض (سيماوي، عام 1992).

### مقالاته
- الشرق والغرب (أطاطش، عام 1961).
- مقالات من الأدب الإنجليزي (أولوش، عام 1964).
- أثناء الحديث (المدة، عام 1964).
- الكوميديا المتطوره (تشان، عام 1965).
- روسيا السوفييتيه (الحقيقة، عام 1965).
- الالهه الجديده (المعاصر، عام 1974).
- العالم الاجتماعي (المعاصر، عام 1975).
- حوارات حول لغتنا (مؤسسة اللغة التركية، عام 1975).
- المادية والمثالية (صاندر، عام 1977).
- في الأناضول والدول الاجتماعية (المعاصر، عام 1977).
- الممنوع (المعاصر، عام 1978).
- كتابات باريس (الرجل، عام 1982).
- نحو الانفتاح (الرجل، عام 1984).
- الزمن الجاري والزمن الثابت (الرجل، عام 1984).
- كمال ونقصان معاملة العشق (المعاصر، عام 1990).
- الكلمة المفقوده (الرجل، عام 1992).
- أن لا تنخدع (رمزي، عام 1992)
- الحياه المستقبيله (الرجل، عام 1994).
- صورة الغابات (الرجل، عام 1994).

### كتاباته حول الشعر
- معنى المعنى.
- وتمر العصور.
- حول الشعر.
- ثلاثة عصور لا غنى للشعر عنها.
- مفهوم الشعر.
- الشعر الطويل والشعر القصير.
- فكرة الغد.

### كتاباته المسرحيه
- الذين في الداخل (عام 1965).
- قمامة امبراطور اليابان (عام 1967).
- في بُستانٍ أخر للغد.
- إحذر فهناك كلب.
- الموتى يريدون التكلم.
- المحققون (عام1972).
- الخالدين (عام 1984).

## جوائزه
- جائزة مؤسسة اللغة التركية للرواية عن روايته الأمر السري عام 1970.
- جائزة مؤسسة اللغة التركية للترجمة عن ترجمته قصر الثلج عام 1973.
- جائزة التلال السبع للشعر عن شعره موت القوارب عام 1976.
- جائزة مؤسسة سعدت سيماوي للأدب عن شعره الكلمات عام 1978.
- الجائزة الكبيره لبنك العمل عن شعره جلجامش فيما بعد الخلود عام 1981.
- جوائز فن الإينكا عن عمله المسرحي الخالدين عام 1984.
- الجائزة الشرفية عام 1991.
- جائزة مؤسسة الشرق المنير عام 2000.